# Victor Boin
Victor Boin (n. 28 februarie 1886, Brussel, Comunitatea Francofonă din Belgia⁠(d), Belgia – d. 31 martie 1974, Brussel, Comunitatea Francofonă din Belgia⁠(d), Belgia) a fost un înotător belgian, medaliat olimpic. A participat la 3 ediții ale Jocurilor Olimpice (1908, 1912, 1920) în care a câștigat o medalie de argint.